# Делайл, Джеффри Пол
Джеффри Пол Делайл (англ. Jeffrey Paul Delisle; род. 30 марта 1971 года, Галифакс) — второй лейтенант (саб-лейтенант) Королевского военно-морского флота Канады, сотрудничавший с Главным управлением Генерального штаба ВС РФ и передававший ему секретную информацию разного характера. В частности, им были переданы сведения о секретной сети РУМО США «Stone Ghost» (STONEGHOST, букв. «Каменный призрак») для совместного использования информации и обмена ею между спецслужбами США, Великобритании, Канады, Австралии и Новой Зеландии в рамках системы «Пять глаз». В октябре 2012 года он был признан провинциальным судом Новой Шотландии виновным в двух случаях передачи секретной информации иностранному государству и в злоупотреблении доверием: суд констатировал, что Делайл нанёс системе национальной безопасности Канады серьёзный ущерб. В феврале 2013 года был приговорён к 20 годам лишения свободы, в 2019 году условно-досрочно освобождён за примерное поведение.

## Происхождение и семья
Родился 30 марта 1971 года в Галифаксе. Мать — Дайан Делайл (англ. Diane Delisle); на момент рождения ей было 15 или 16 лет. Воспитывался бабушкой и дедушкой по материнской линии, проживавшими в городе Лоуэр-Сэквилль; когда ему исполнилось три года, он вернулся к матери. Своего биологического отца не знал; отчима воспринимал как своего родного отца. Есть двое младших братьев и сестра. В возрасте 13 лет переехал с родителями в Монреаль (его отчим служил в ВМС Канады), но затем вернулся в Новую Шотландию. До 21 года проживал с бабушкой и дедушкой. Фамилию Делайл получил, когда ему было 2,5 года.
В 1990 году окончил Сэквилльскую среднюю школу, в школе занимался спортом. Поступил в 1993 году в университет Святой Марии, но в 1995 году бросил его из-за неуспеваемости. С собственных слов, работал в 1990—1995 годах супервайзором в компании A&W, а также менеджером в видеосалоне. 3 мая 1997 года женился на Дженнифер Ли Джейнс (англ. Jennifer Lee Janes) в Лоуэр-Сэквилль. В браке родились двое дочерей (Анжелика и Виктория) и двое сыновей (Ноа и Джона). 17 февраля 1998 года подал заявление на банкротство, сообщив о наличии задолженности в размере $18587 и активы в размере $1000. В 2004 году одну из дочерей Делайлов сбила машина, девочку госпитализировали; Джеффри очень долго судился с водителем-виновником ДТП, требуя компенсацию ущерба.
В июне 2007 года, со слов Джеффри, ему стало известно о том, что его жена якобы изменяла ему с соседом. В июне 2008 года он расстался с ней, а 3 мая 2010 года они развелись. По условиям развода он взял на себя часть общих долгов (долги по трём кредитным картам и один консолидированный кредит); старшая дочь Анжелика осталась с матерью, в то время как Джеффри взял под опеку младшую дочь Викторию и обоих сыновей, переехав с ними в Кингстон (Онтарио). Сама экс-супруга обвиняла Джеффри во вмешательстве в её жизнь и стремлении контролировать каждый её шаг. Она утверждала, что у её мужа была зависимость от компьютерных игр (в том числе онлайн-игр). После развода с женой он встречался с девушкой по имени Джой Кнехтел (англ. Joy Knechtel), проживая вместе с ней и детьми в Галифаксе.

## Служба в ВМС Канады
Делайл стал резервистом Королевского военно-морского флота Канады в январе 1996 года, проходил службу в разведывательных частях в составе 3-й роты (англ. 3 Intelligence Company) в Галифаксе. Предполагалось, что с 1998 года Делайл мог иметь доступ к элементам системы радиоэлектронной разведки «Пять глаз», которая объединяла усилия разведывательных служб США, Канады, Великобритании, Австралии и Новой Зеландии. С собственных слов, Делайл большую часть времени работал на кабинетных должностях, решая проблемы с дизайном веб-ресурсов вооружённых сил. С марта 2001 года Делайл начал нести регулярную службу в составе флота Канады в международном центре военно-морской разведки и связи «Тринити» на военной базе Галифакс, где осуществлялось спутниковое наблюдение за судами, находящимися в прибрежных водах Канады, дронами и подводными аппаратами, а также действовал международный разведывательный центр НАТО. В центр «Тринити» поступала для последующего анализа и хранения важнейшая разведывательная информация, которой Канада могла делиться со своими союзниками по блоку НАТО (прежде всего, с США). Делайл служил в подразделении, которое занималось координацией взаимодействия боевых кораблей и подразделений канадского флота с флотами стран-союзников. Делайл обладал непосредственным доступом к объектам системы «Пять глаз», в том числе к игравшей там важную роль сети Разведуправления Министерства обороны США «Stone Ghost». В октябре 2001 года он завершил курс специальной подготовки и получил звание капрала.
В марте 2006 года Делайл покинул базу «Тринити», обновив в том же месяце свой доступ к совершенно секретной информации 3-го уровня (Level 3), к которой относилась информация, собранная ЦРУ, ФБР, Канадской службой разведки и безопасности, а также разведслужбами Великобритании, Австралии и Новой Зеландии. Известно, что он имел доступ к отчётам Канадской службы разведки и безопасности (в том числе отчётам по ситуации на Ближнем Востоке) и офиса Тайного совета Канады, бюрократического центра страны. В дальнейшем он работал в аппарате начальника военной разведки в Оттаве, а в ноябре 2006 года был произведён в сержанты. В 2007 году он приступил к работе в стратегическом отделе объединённого командования в Оттаве, где трудился в качестве аналитика, отвечавшего за оценку военно-морской угрозы для Канадского флота. В июле 2008 года Делайл получил офицерское звание второго лейтенанта (саб-лейтенанта), а в том же году поступил в Королевский военный колледж в Кингстоне в рамках программы подготовки младших офицеров Вооружённых сил Канады. Он окончил колледж в декабре 2009 года, получив степень бакалавра в компьютерных науках, веб-дизайне, графическом дизайне и других специальностях, связанных с военной разведкой. С января по июнь 2010 года он успешно прошёл курсы офицеров разведки сухопутных войск. Службу он продолжил в штабе сухопутных войск Атлантического округа Вооружённых сил Канады. В августе 2011 года он снова был переведён в разведывательный центр «Тринити».
За свою карьеру Делайл дослужился до звания второго лейтенанта (саб-лейтенанта), проработав на разных должностях в Министерстве национальной обороны, Стратегическом совместном штабе (англ. Strategic Joint Staff) и в офисе Управления военной разведки. В год он зарабатывал до 72 тысяч долларов, тратя ежемесячно 1400 долларов на квартплату, 300 долларов на обслуживание автомобиля, 100 долларов на страховку, а также 444 доллара для погашения задолженности по кредитной карте. Особых карьерных успехов он не добился: он не мог выходить в море, поскольку был диабетиком (в частности, у него были диагностированы сахарный диабет 2-го типа и повышенное кровяное давление). По словам одного лейтенант-коммандера КВМС Канады, Делайл был скромным человеком, который стремился преуспеть на своей текущей должности, но никогда не настаивал на повышении, не считая себя ориентированным на карьеру человеком и рассчитывая уволиться из армии после окончания обязательной службы. Он говорил, что Делайл знал свою работу, но предпочитал «оставаться в тени». По ряду причин (в том числе и из-за диабета) Делайл не мог пройти фитнес-тест, поэтому не мог быть образцом для подражания для своих коллег, но никогда не демонстрировал ничего негативного по отношению к своей воинской части. В плане социализации Делайл оценивался вышеозначенным лейтенант-коммандером как замкнутый человек, редко участвовавший в совместных мероприятиях, почти не общавшийся с кем-либо из коллег и предпочитавший изолироваться от остальных. Его увлечениями были онлайн-игры, в которые Делайл вкладывал большие средства со своих кредитных карт.

## Сотрудничество с российской разведкой
В июле 2007 года Делайл обратился в посольство России в Оттаве и предложил военному атташе приобрести у него секретную информацию. Согласно документам, Делайл предъявил свои военные документы и выразил пожелание встретиться с представителем Главного управления Генерального штаба ВС РФ. Делайл рассказывал, что к решению пойти на сотрудничество с российской разведкой его подтолкнуло не бедственное материальное положение, а измена жены: он был настолько потрясён этим, что даже хотел покончить с собой, но не смог сделать этого из-за страха за детей. Он же утверждал, что пошёл в российское посольство именно в тот день, когда узнал об измене жены. В то же время, согласно газете «Ведомости», ссылавшейся на канадскую газету Globe and Mail, Делайл пошёл на сотрудничество не из финансовых, а неких идеологических соображений. Принятое им решение сотрудничать с российской разведкой его адвокат называл «профессиональным самоубийством»: когда Делайл уже осмыслил свой поступок, то уже не мог ничего сделать, поскольку «находился в западне». По данным следствия, уже 6 июля 2007 года Делайл совершил первые действия, которые можно было трактовать как злоупотребление доверием.
В соответствии с условиями сотрудничества Делайл должен был искать в базе данных любые упоминания о России, копировать информацию на карту памяти и передавать её связному. Делайл рассказывал, что российскую разведку интересовали сведения об энергетическом секторе Канады, некоторых политических деятелях и представителях русских преступных группировок. Делайлу также требовалось проверить наличие неких финансовых проблем у одного из агентов российской разведки: в связи с этим Главное управление Генерального штаба даже организовало прослушку Делайла. Делайл сотрудничал с российской разведкой на протяжении четырёх с половиной лет. Передача им информации кураторам происходила 10-го числа каждого месяца: он скачивал необходимый материал с рабочего компьютера старой модели на дискету, потом переносил материал с дискеты на другой компьютер, а с него на USB-флешку: дома с этой флешки он переносил информацию на ноутбук. Далее он заходил в электронный почтовый ящик и создавал сообщение, которое сохранял в папку «Черновики», никуда его не отправляя: он использовал ящик ближневосточного провайдера Gawab.com, к которому имели доступ сам Делайл и его кураторы. Они могли копировать информацию из письма в папке «Черновики», не отправляя какие-либо сообщения через Интернет и избегая тем самым риска перехвата сообщений. В месяц он получал от 2,8 до 3 тысяч долларов США за переданную им информацию: получать большие суммы он не мог, поскольку переводы размером более 3 тысяч долларов отслеживались. Перевод средств осуществлялся с помощью системы денежных переводов Western Union, их обналичивание осуществлялось в магазинах в банкоматах Money Mart. Среди лиц, переводивших средства на счёт Делайла, была некая Мэри Ларкин (англ. Mary Larkin) — предполагается, что этот псевдоним использовал кто-то из сотрудников российской внешней разведки, действовавших в США и разоблачённых в 2010 году.
Во время своей работы на Россию у Делайла сохранялся доступ к документам офиса Тайного совета, Канадской службы разведки и безопасности и Королевской канадской конной полиции, а также к базам данных внешнеполитических союзников Канады. Большая часть переданной им информации была получена благодаря радиоэлектронной разведке, а не агентурной, и представляла собой подслушанные или перехваченные кем-либо разговоры. Делайл передавал материалы, собранные разведслужбами Канады, США, Великобритании и Австралии: среди переданных им материалов присутствовали контакты ряда лиц (в том числе начальника военной разведки США) и сведения об американской секретной военной сети «Stone Ghost». Информация, связанная с канадской военной разведкой, была добыта Делайлом благодаря наличию доступа к сети Министерства национальной обороны «Спартанец» (англ. Spartan), а связанная с гражданской разведкой — благодаря доступу к системе «Мандрагора» (англ. Mandrake). При этом Делайл отрицал, что предоставлял информацию, которая позволила бы раскрыть кого-либо из сотрудников канадской разведки, работавших в России под прикрытием. В 2009 году, согласно судебным документам, Делайл якобы пытался прекратить сотрудничество с российской разведкой, но после получения фотографии его дочери, шедшей в школу в Галифаксе, вынужден был продолжить свою деятельность.

## Судебное следствие

### Арест
В какой-то момент Делайл отправился в командировку в Бразилию, где встретился с одним из своих кураторов и принял предложение стать посредником для других российских разведчиков в Канаде. В обмен на своё согласие он получил 50 тысяч долларов — 40 тысяч на кредитные карты и 10 тысяч наличными. По возвращении Делайла домой в аэропорту Галифакса он встретился с представителями таможни, которые спросили его, почему он пробыл всего несколько дней в Бразилии и откуда у него такая большая сумма наличных денег. Он объяснил, что у него был небольшой отпуск и он предпочитал путешествовать, держа при себе наличные. Ответ Делайла на вопрос о наличии крупной суммы наличными вызвал подозрения у таможенников, и об этом вскоре оповестили военных и Королевскую канадскую конную полицию. В ходе последовавших обысков канадская таможня обнаружила счёт за пребывание в гостинице Рио-де-Жанейро, более чем 6500 долларов США наличными (новыми банкнотами) и несколько кредитных карточек.
Вскоре Делайл был взят в разработку Королевской канадской конной полицией по наводке ФБР: 2 декабря 2011 года помощник директора ФБР Фрэнк Фильюцци (англ. Frank Figliuzzi) отправил письмо, в котором приводил доказательства причастности Делайла к шпионажу. Сообщалось, что Делайл не проходил процедуру проверки, которую предполагалось проводить каждые пять лет, в связи с чем сведения о его допуске к совершенно секретной информации 3-го уровня вызывали серьёзное беспокойство у ФБР. Было установлено, что в 2009 году у Делайла имелась задолженность в размере 3242 долларов 72 центов по кредитной карте American Express, которую он не мог никак погасить. Однако разоблачить его долгое время не предоставлялось возможным: по словам бывшего начальника Канадской службы разведки и безопасности Джеффри О’Брайана, предназначенные для этого системы не сработали и не подали никаких предупреждений спецслужбам. Только после предупреждения от ФБР на флоте начались проверки по факту деятельности Делайла. В мае 2013 года выяснилось, что переданное предупреждение ФБР было не первым, которое получали канадцы: предыдущие сообщения приходили Канадской службе разведки и безопасности, но по неизвестным причинам эти предупреждения не доводили до Королевской канадской конной полиции, и в итоге ФБР напрямую вынуждены были обратиться к конной полиции.
В ходе одной из встреч в Оттаве представители Канадской службы разведки и безопасности, Королевской канадской конной полиции и американского Федерального бюро расследований обсуждали возможности ареста Делайла. Предполагалось вынудить его выехать в США и либо арестовать в аэропорту при досмотре, либо отправить его на некие курсы повышения квалификации и задержать там. Однако ситуацию осложняло то, что Королевская конная полиция и Служба разведки и безопасности пытались любыми способами взвалить друг на друга ответственность за задержание Делайла. В конце концов, в декабре 2011 года Королевская канадская конная полиция провела обыск в доме Делайла. С момента взятия под наблюдение Делайл успел скопировать два отчёта Канадской службы разведки и безопасности, а также ещё один материал по иностранным делам, прежде чем передать их россиянам. Разведка установила, что в случае передачи Делайлом этих двух секретных документов не только возникал серьёзный риск раскрытия личной информации сотрудников внешней разведки, но и открывался гипотетический доступ к другим отчётам. Считается, что последняя передача Делайлом секретной информации состоялась 13 января 2012 года; вечером того же дня он был арестован отрядом Королевской канадской конной полиции во главе с сержантом Джимми Моффатом (англ. Jimmy Moffat). Делайл стал первым гражданином Канады, который предстал перед судом в соответствии с Актом о защите информации, принятым после терактов 11 сентября 2001 года.
Изначально предполагалось, что Делайла могли задержать по обвинению в шпионаже в пользу одной из арабских стран или Китая, однако вечером 16 января телеканал CTV сообщил, что задержанного обвиняют в сотрудничестве с российской разведкой. В связи с арестом центр «Тринити» был эвакуирован 23 января 2012 года для проведения обыска на предмет наличия каких-либо шпионских устройств. 20 января телеканал CTV сообщил, что из Оттавы были высланы четыре российских военных дипломата, которые подозревались в сотрудничестве с Делайлом: среди названных были военный атташе Константин Колпаков и его помощник, подполковник Дмитрий Федорчатенко. В то же время источник газеты «Ведомости», близкий к Министерству обороны Российской Федерации, утверждал, что все четверо дипломатов покинули Канаду ещё в декабре.
Арест Делайла стал не первым случаем обвинения гражданина Канады в шпионаже в пользу России. Так, в 2006 году из страны был выдворен Пол Уильям Хэмпел, которого канадская контрразведка считала кадровым сотрудником Службы внешней разведки России: его задержали в аэропорту Монреаль, изъяв фальшивое свидетельство о рождении и признав незаконными все паспорта гражданина Канады, выданные ему на основе этого свидетельства. Сам Хэмпел признал, что является гражданином России, но больше ничего не сообщил. В 1996 году из Канады были выдворены супруги Елена и Дмитрий Ольшевские, имевшие фальшивые паспорта на имя Иена и Лори Ламберт и тоже обвинявшиеся в работе на российскую разведку.

### Суд
Допрос Делайла в полиции продолжался четыре часа: задержанному сообщили, что у полиции были копии всех переданных им в Россию электронных сообщений. Результаты его допроса были представлены на 63 листах: задержанный сознался во всех совершённых им преступлениях, объяснив свои мотивы именно изменой жены, а не бедственным материальным положением. Суд по этому делу возглавлял Верховный судья Провинциального суда Новой Шотландии Патрик Кёрран (англ. Patrick Curran), представителем обвинения была прокурор Короны Моника Маккуин (англ. Monica McQueen). Назначенный адвокатом Делайла Камерон Маккин (англ. Cameron MacKeen) вскоре отказался представлять в суде интересы своего подзащитного, и новым адвокатом стал Майк Тейлор (англ. Mike Taylor). Даты судебного слушания неоднократно переносились, а самому обвиняемому было отказано в освобождении под залог.
27 марта 2012 года суд засекретил процесс в отношении Делайла, запретив канадской прессе публиковать любую информацию о ходе процесса. Журналистами выдвигались разные версии по поводу характера информации, которую успел передать Делайл. Так, по версии Би-би-си, он передавал российской стороне информацию о состоянии обороноспособности Канады, США, Великобритании и Новой Зеландии. По данным газеты «КоммерсантЪ», Делайл мог передавать информацию под грифом «Совершенно секретно» о порядке доступа иностранных военных судов и контактные данные сотрудников разведки; им же могла быть передана информация о подводных «мёртвых зонах», недоступных для средств гидроакустического наблюдения и позволявших российским подлодкам якобы незамеченными проникать в территориальные воды Канады. В соответствии с этой версией Делайл якобы располагал сведениями о передвижении канадских кораблей в Арктике и на Ближнем Востоке. По версии издания «Интерфакс», Москва могла получать от канадца информацию о действиях Канады в Арктике и о борьбе за сферы влияния в арктическом регионе между Россией, США, Канадой и скандинавскими странами; среди переданных сведений могла быть информация об опыте борьбы канадского флота против подводных лодок. Адвокат Тейлор при этом утверждал, что разглашённая его подзащитным секретная информация не ставила под угрозу личные данные моряков ВМС Канады.
На судебном слушании 10 октября 2012 года Делайл официально признал себя виновным в двух случаях передачи секретной информации иностранному государству, имевших место с июля 2007 года по 13 января 2011 года, а также в злоупотреблении доверием. Он же рассказал, что он мог воспользоваться планом спасения при чрезвычайной ситуации: ему нужно было зайти в любое российское посольство, представиться Алексом Кэмпбеллом и ответить на контрольный вопрос «Не встречались ли мы на блошином рынке в Австрии» (ответом была фраза «Нет, это было в Канаде»). Он не пытался привести какие-либо факты или обстоятельства, оправдывавшие его каким-либо образом, поскольку объём доказательств против него был достаточно большим. Согласно документам, Делайл получил от российской разведки за время своего сотрудничества (с 6 июля 2007 по 1 августа 2011 года) 23 платежа на общую сумму около 71 817 долларов США (на допросе он оценивал свой заработок в размере около 100 тысяч долларов США за этот период). Исчерпывающая информация о шпионской деятельности Делайла в опубликованных документах не была приведена: часть документов по просьбе прокурора Короны была отредактирована таким образом, чтобы в окончательном варианте не упоминались техники получения секретной информации и не предавались огласке сведения, представляющие государственную тайну.
Коллеги Делайла назвали нанесённый его действиями ущерб «непостижимым» и «астрономическим», Министерство национальной обороны Канады — «исключительно тяжёлым», Канадская служба разведки и безопасности — «серьёзным и непоправимым». Посол США в Канаде Дэвид Джейкобсон сообщил, что по вине Делайла в руки россиян попали множество материалов с пометкой «совершенно секретно»: по заявлению ряда американских источников, своими действиями Делайл нанёс намного больше ущерба США, чем другим странам-участницам программы «Пять глаз». По оценке директора внутренней службы безопасности Канадской службы разведки и безопасности Мишеля Тессье, Делайл своими действиями не только подставил всю систему «Пять глаз», но и подпортил имидж Канады в НАТО.

### Приговор
Обвинение требовало приговорить Делайла к 20 годам лишения свободы за передачу секретных материалов и к 5 годам за злоупотребление доверием, не возражая против возможного поглощения менее строгого наказания более строгим. В то же время адвокат настаивал на 10-летнем тюремном заключении. Оглашение приговора началось 31 января 2013 года, а 8 февраля Делайл был признан виновным по всем пунктам обвинения. Суд заявил, что Делайл «холодно и расчётливо» в нарушение закона передал информацию иностранному государству, и здесь не играло никакой роли то, каков был объём переданной информации — передача секретной информации уже сама по себе считалась серьёзным преступлением, которое вызывало возмущение со стороны общественности. Делайл был приговорён к 20 годам лишения свободы с отбыванием наказания в исправительной колонии: в зачёт тюремного срока прошло время с момента ареста Делайла, в связи с чем окончательный приговор составил 18 лет и 5 месяцев лишения свободы. Суд посчитал, что супружеская измена в семье Делайла не могла в принципе быть смягчающим обстоятельством, чтобы вынести менее суровый приговор.
Делайл обязался выплатить штраф в размере 111 817 долларов — денежную сумму, которую он получил за всё время шпионажа в пользу России. В соответствии с распоряжением генерал-губернатора Канады Дэвида Джонстона 13 февраля 2013 года Делайл был разжалован, лишён воинского звания и наград, а также уволен с позором из рядов военно-морского флота Канады. Было объявлено, что с осужденного взыщут всю зарплату, которая поступала формально на его счета с момента ареста, и лишат выходного пособия. Лишение воинского звания Делайла стало лишь вторым подобным случаем за два года: в октябре 2010 года звания полковника был лишён Рассел Уильямс, получивший пожизненное лишение свободы без права на УДО в течение 25 лет за убийство капралов Мари-Франс Комо (фр. Marie-France Comeau) и Джессики Ллойд (англ. Jessica Lloyd).
Начальник Генерального штаба Вооружённых сил Канады Том Лоусон заявил, что Делайл нанёс своими действиями серьёзный ущерб канадской безопасности и что военные вынуждены будут пересмотреть процедуры допуска и обеспечения безопасности во избежание повторения случившегося. Более того, в ходе оглашения приговора судья Кёрран открыто назвал Делайла «предателем»: по словам профессора канадского Королевского военного колледжа и университета Королевы Кристиана Лёйпрехта (англ. Christian Leuprecht), прежде на его памяти судьи никогда не делали подобных резких заявлений. Министр обороны Питер Маккей добавил, что министерство национальной обороны уже занимается исправлением ряда недостатков в системе национальной безопасности: критика по этому поводу в его адрес звучала ещё в ноябре 2012 года в ходе заседания Палаты общин. В 2014 году посол России в Канаде Георгий Мамедов в интервью The Canadian Press сообщил, что российские разведслужбы не получили какие-либо действительно важные сведения от Делайла.
В марте 2016 года Делайл, в соответствии с положениями приговора, получил право на несколько часов покидать тюрьму без сопровождения надзирателей с целью посещения врачей, участия в похоронах родственников, решения семейных проблем и выполнения на добровольной основе общественных работ. В сентябре 2018 года комиссия Канады по условно-досрочному освобождению выступила за перевод Делайла из мест лишения свободы в реабилитационный центр, заявив, что риск повторения им серьёзного преступления, представляющего угрозу для общества, крайне низок. После трёхчасового рассмотрения дела в Дорчестерской тюрьме (провинция Нью-Брансуик) суд постановил перевести Делайла в реабилитационный центр с правом покидать его на день, но при условии обязательного возвращения в центр каждый вечер.
В 2019 году Делайл, который отбыл уже 6 лет из назначенного ему наказания, подал прошение об условно-досрочном освобождении, которое было удовлетворено 5 марта. Комиссия Канады по условно-досрочному освобождению сообщила, что поведение Делайла в местах заключения было «образцовым».

## Комментарии
1. ↑  Встречается вариант транслитерации фамилии Делиль[2][3]
2. ↑  Второй по степени важности гриф секретности информации в Канаде[19]
3. ↑  По одним данным, это произошло в 2009 году[14], по другим данным — в сентябре 2011 года[17]
4. ↑  Подобного человека на англоязычном жаргоне разведчиков называют «pigeon» (с англ. — «голубь»)[14]